# Ekoplaza
Ekoplaza, in het verleden ook vermeld als EkoPlaza, is een Nederlandse winkelketen van biologische supermarkten met 93 filiaal- en franchisewinkels in Nederland en België en 47 afhaalpunten in Nederland (de zogeheten winkelformule EWA: EkoPlaza Webshop Afhaalpunt). Ekoplaza is eigendom van het franchise gevende concern Udea. Ekoplaza is de grootste biologische supermarktketen van de Benelux. Het hoofdkantoor is gevestigd in Veghel.

## Geschiedenis
Jos Kamphuys startte in 2005 een proefwinkel met een nieuwe formule in Alkmaar onder de naam EkoPlaza en breidde die uit tot zijn bestaande winkels in Bussum, Veenendaal en een nieuwe winkel in Den Haag. In 2010 fuseerden Udea en Ekoplaza. In 2011 werd door overlijden van Kamphuys Udea eigenaar van Ekoplaza en de keten breidde zich verder uit. Eind 2018 nam Udea Natudis (eigenaar van De Natuurwinkel) over, met de daarin opgenomen bedrijven De Kroon (biologische noten, zaden en gedroogde zuidvruchten), Hagor (distributeur van biologische producten in België) en de franchiseformule De Natuurwinkel. Udea fuseerde in 2019 met het Belgische Biofresh, waarmee het de grootste producent van biologische voeding in de Benelux werd. In 2008 bedroeg het aantal eigen vestigingen en die van franchisenemers van De Natuurwinkel tezamen 50.
Vanaf de opening van de eerste Ekoplaza-winkel in 2005 groeide de biologische landbouw, en daarmee de vraag naar biologische producten. Het aantal vestigingen van Ekoplaza bedroeg in april 2025 85 vestigingen, waarvan 77 Ekoplaza-winkels (filialen en franchise-ondernemers), 8 Ekoplaza Foodmarqt-winkels en 47 EWA-uitgiftepunten. Bij de EWA-uitgiftepunten kunnen de online bestelde boodschappen worden afgehaald.

## Erkenning
De supermarktketen werd in 2012 en 2013 bekroond als 'Duurzaamste merk van Nederland', een initiatief van de website allesduurzaam.nl.
In maart 2013 werd het eerste EKO-keurmerk-certificaat in Nederland uitgereikt aan Ekoplaza. Het keurmerk eist een aandeel van biologische producten dat minimaal 90% van het totale assortiment moet zijn.
In januari 2018 sprak Ekoplaza zich als eerste supermarktketen uit als voorstander van uitbreiding van statiegeld om zwerfafval terug te dringen.
Een maand later opende Ekoplaza in Amsterdam de eerste plasticvrije pop-up supermarkt, gesitueerd in een aanbouw van een Ekoplaza-filiaal. De winkel biedt 700 plasticvrije producten aan, die voorzien zijn van het Plastic Free-label.
In de Superlijst Groen 2023 van onderzoeksbureau Questionmark is Ekoplaza voor de 2e keer op rij uitgeroepen tot de Groenste Supermarkt van Nederland. Questionmark neemt in Superlijst Groen supermarkten in Nederland onder de loep om te kijken wie de meeste verantwoordelijkheid neemt om ons voedselsysteem te verduurzamen.
In maart 2024 werd bekend dat Ekoplaza door de consument is uitgeroepen tot meest duurzame supermarkt 2024.. Het Zweedse onderzoeksbureau Sustainable Brand Index (SBI) doet onderzoek naar hoe duurzaam een merk wordt gezien door de ogen van consumenten. In het onderzoek van 2024 is Ekoplaza uitgeroepen tot meest duurzame supermarkt.

## België
Na de overname van 16 biologische Origin'O-vestigingen in België in 2020, opende Ekoplaza in datzelfde jaar de eerste winkel in Alsemberg. Hierna volgden winkels in 2021 Antwerpen Berchem, Sint Amandsberg, Waregem, Leuven, Drongen en twee in Gent. In en rond Brussel bevinden zich nog vier om te bouwen franchisevestigingen van Origin'O. Er wordt gestreefd naar de vestiging van 50 winkels. In 2022 fuseerde Ekoplaza met de Brusselse bioketen Färm. Färm heeft 8 eigen vestigingen en 9 franchisevestigingen. Färm is actief in Wallonië  en Brussel.

## Externe websites
- Officiële website Nederland: https://www.ekoplaza.nl
- Officiële website België: https://www.ekoplaza.be